# Mutillidae
Kiến lông nhung (Danh pháp khoa học: Mutillidae) hay còn gọi là kiến bò, kiến giết bò (cow killer) là một họ côn trùng trong bộ cánh màng (Hymenoptera). Đây là tên gọi chung cho một họ kiến gồm hơn 300 loài khác nhau, một phần trong số đó sống ở những địa hình sa mạc phía nam nước Mỹ. Dù được gọi như vậy nhưng chúng không hoàn toàn là kiến đơn thuần, mà thực ra là một loài ong không có cánh, sống trên mặt đất. Những con kiến hai màu đen trắng được gọi là kiến gấu trúc.

## Đặc điểm
Chỉ những con cái mới có ngòi đốt, vì bộ phận đó chính là cơ quan đẻ trứng của chúng. Chúng biết đến với những cú cắn (đốt) gây đau đớn dữ dội. Kiến lông nhung được mệnh danh là một trong những loài sở hữu khả năng cắn đốt tê tái nhất trong họ côn trùng, còn được gọi bằng một cái tên "cow killer" dù đến nay vẫn chưa hề có một ghi chép nào về việc nó đủ sức hạ gục hoàn toàn một con bò trưởng thành. Ngòi đốt của nó có độ dài ngang bằng phần bụng, đặc điểm dễ nhận dạng qua hình dáng và màu sắc đỏ rực như một lời cảnh báo cho các loài khác